# Territoires de Progrès

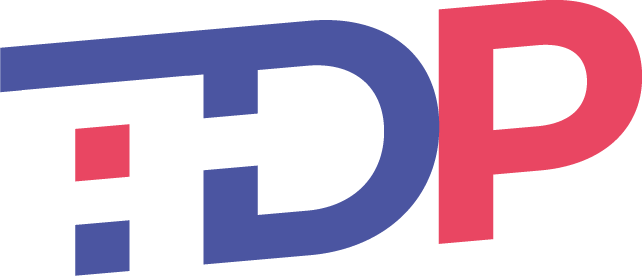
Logo der Partei „Gebiete des Fortschritts“

Territoires de Progrès – La gauche progressiste (TdP; Gebiete des Fortschritts – die progressive Linke) war eine sozialdemokratische Partei der linken Mitte in Frankreich. Sie wurde 2020 von ehemaligen Mitgliedern der Parti socialiste gegründet, die die Präsidentschaft Emmanuel Macrons unterstützen, darunter der Außenminister Jean-Yves Le Drian und der Staatssekretär Olivier Dussopt. TdP war mit Macrons Partei La République en Marche (LREM) verbündet und bildete den „linken Flügel“ des Regierungslagers. 2022 ging sie mit LREM in der Partei Renaissance auf.

## Geschichte
Einige Mitglieder der Parti socialiste unterstützten bei der Präsidentschaftswahl 2017 den Mitte-Kandidaten Emmanuel Macron, ohne jedoch seiner neuen Partei La République en Marche (LREM) beizutreten. Nach seiner Wahl zum Staatspräsidenten ernannte Macron den PS-Politiker Jean-Yves Le Drian zum Außenminister und Olivier Dussopt zum Staatssekretär für öffentliches Rechnungswesen. Die PS lehnte eine Regierungsbeteiligung ihrer Mitglieder jedoch ab und schloss sie aus der Partei aus. Jean-Yves Le Drian, der Mitglied und ehemaliger Präsident des Regionalrats der Bretagne war, gründete im November 2018 zunächst die Regionalpartei Les progressistes bretons („die bretonischen Progressiven“).
Am 1. Februar 2020 gründeten Le Drian, Dussopt und weitere ehemalige PS-Mitglieder, die Macron unterstützen, aber nicht seiner Partei LREM beitreten wollten, im Pariser Vorort Pantin die Territoires de Progrès. Sie bezeichneten sich als der „linke Flügel der Regierungsmehrheit“. Der ehemalige Abgeordnete Gilles Savary wurde zum Generaldelegierten, der Senator Xavier Iacovelli zum Generalsekretär der Partei gewählt. Laut Savary stand die Partei inhaltlich der deutschen SPD nahe. Später traten der Partei auch nach links tendierende LREM-Mitglieder bei, eine Doppelmitgliedschaft ist erlaubt. Am 17. September 2022 fusionierte sie, ebenso wie die eher konservative Partei Agir, mit Macrons Partei unter der gemeinsamen Bezeichnung Renaissance.

## Mitglieder
Im Kabinett Castex (2020–2022) war TdP mit vier Ministern (Le Drian für Auswärtiges, Florence Parly für Verteidigung, Élisabeth Borne für Arbeit und Olivier Véran für Gesundheit und Soziales), fünf beigeordneten Ministern und einer Staatssekretärin vertreten. Vor der Parlamentswahl 2022 gehörten TdP 47 Abgeordnete in der Nationalversammlung an, die überwiegend in der LREM-Fraktion saßen, drei Senatoren sowie Irène Tolleret als Mitglied des Europäischen Parlaments.